# Jianshanopodia
Jianshanopodia decora
Genre
Espèce
Jianshanopodia decora est une espèce de lobopodiens du Cambrien dans le genre Jianshanopodia.

## Présentation
Ses appendices frontaux portent des plaques en forme de coins. Ses membres (lobopodes) sont ramifiés au lieu d'être terminés par des griffes comme ceux de nombreux lobopodiens. Son intestin rempli de sédiments est entouré par une série de paires de diverticules,. On pense qu'il aspirait ses proies avec une courte « trompe ». Il rampait généralement sur le fond marin, mais pouvait nager si nécessaire. Sa bouche ressemble à celle des anomalocaridides (en) et des priapulides,.

## Galerie

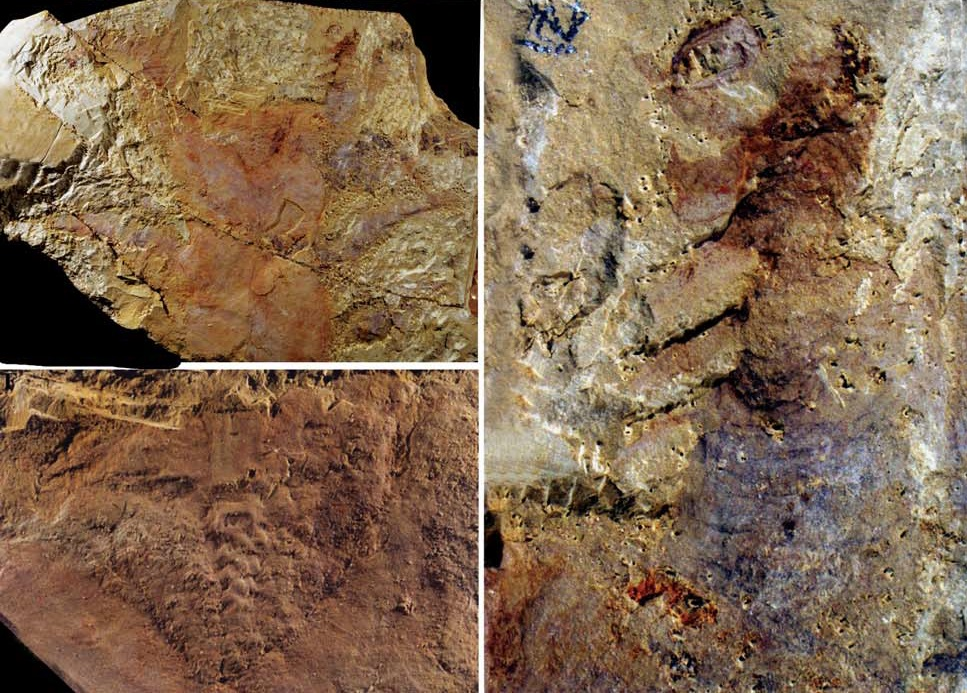
Tête de J. decora (en haut à gauche), avec un appendice frontal robuste (détail à droite) et un pharynx muni de rangées de dents (détail en bas à gauche).
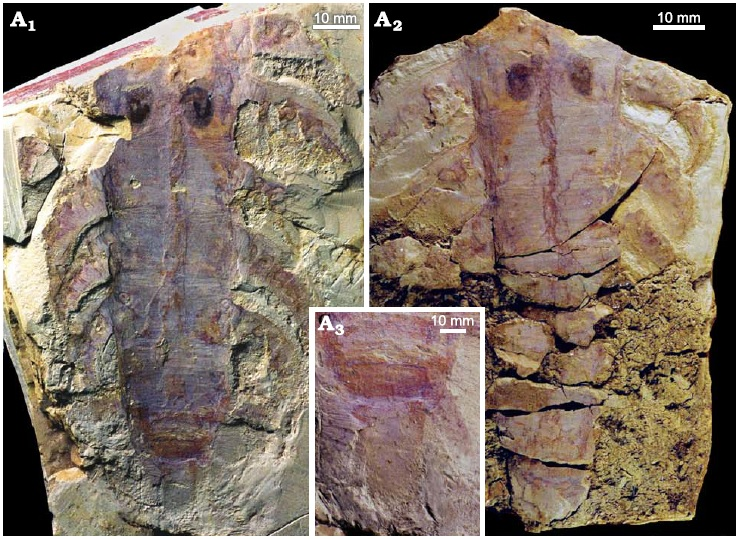
Région postérieure du tronc de  J. decora, montrant des traces des lobopodes, des diverticules de l'intestin et une « queue » en lobe.